# John Sterling (författare)
John Sterling, född den 20 juli 1806 på ön Bute, död den 10 september 1844 på ön Wight, var en skotsk skriftställare. Han var son till Edward Sterling.
Sterling studerade juridik i Cambridge och begav sig därefter till London, där han under någon tid var ägare av veckobladet The Athenaeum. Efter att 1830–1832 av hälsoskäl ha vistats i Västindien lät han prästviga sig och var 1834–1835 under några få månader präst i Herstmonceux. Sitt återstående liv ägnade han åt litteraturen och åt vidlyftiga resor, under vilka han förgäves sökte vinna en förbättrad hälsa. Sterling utgav romanen Arthur Coningsby (3 band, 1833), Poems (1839), tragedin Strafford (1843) med mera. I Nordisk familjebok heter det: "Hans dikter utmärka sig för vackra tankar och ledig versifikation, men äro ej präglade af någon individualitet". Mer bekant än genom sina egna verk är Sterling genom sin vän Carlyles biografi Life of John Sterling (1851).